# Щекотово (Ярославская область)
Щекотово — село в Гаврилов-Ямском районе Ярославской области России. Входит в состав Шопшинского сельского округа Шопшинского сельского поселения.

## География
Село находится в юго-восточной части области, в зоне хвойно-широколиственных лесов, на правом берегу реки Вондель, при автодороге 78Н-0197, на расстоянии примерно 22 километров (по прямой) к северо-западу от города Гаврилов-Ям, административного центра района. Абсолютная высота — 161 метр над уровнем моря.

### Климат
Климат характеризуется как умеренно континентальный, с умеренно холодной зимой и относительно тёплым летом. Среднегодовая температура воздуха — 3 — 3,5 °C. Средняя температура воздуха самого холодного месяца (января) — −13,3 °C; самого тёплого месяца (июля) — 18 °C. Вегетационный период длится около 165—170 дней. Годовое количество атмосферных осадков составляет 500—600 мм, из которых большая часть выпадает в тёплый период.

### Часовой пояс
Щекотово, как и вся Ярославская область, находится в часовой зоне МСК (московское время). Смещение применяемого времени относительно UTC составляет +3:00.

## История

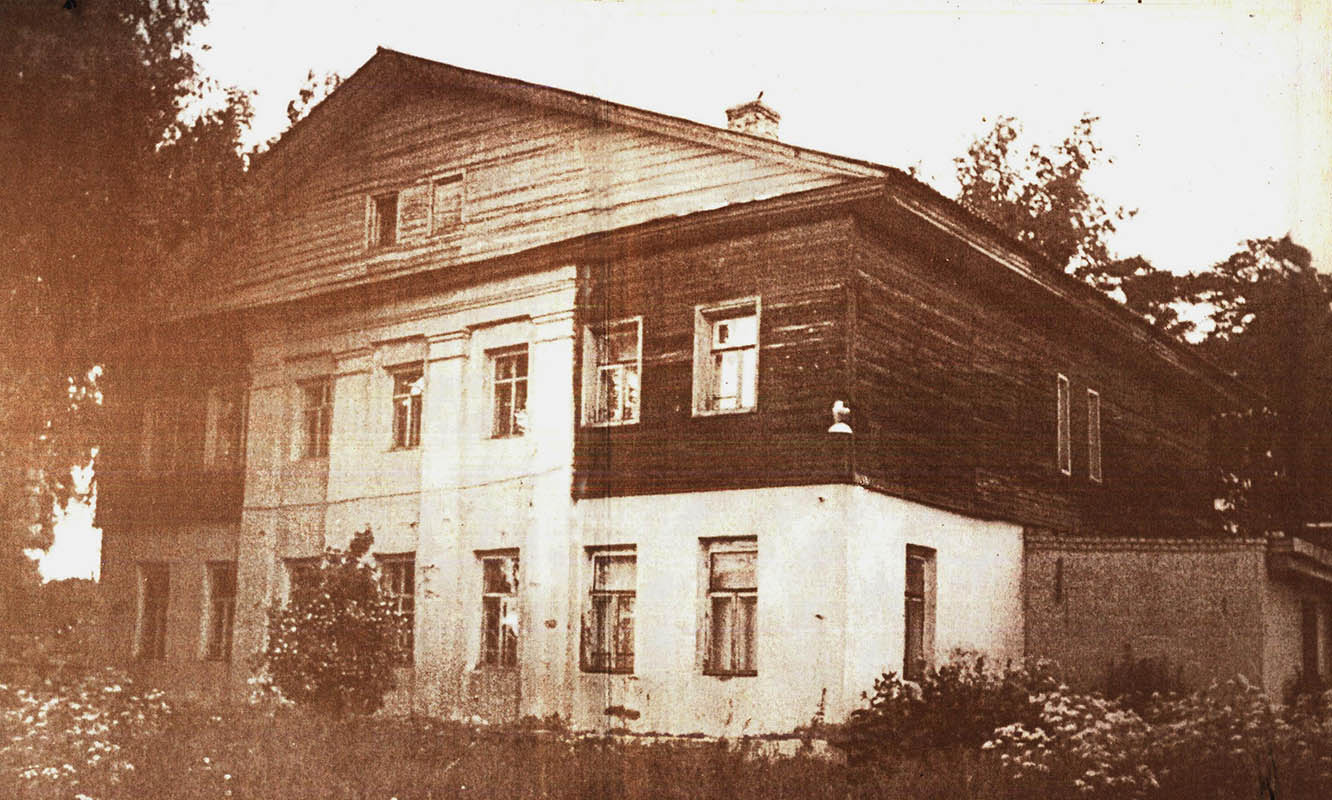
Усадьба Майковых до реконструкции.

1619 год - село пожаловано Григорию Ивановичу Майкову.  В селе имелась родовая усадьба Майковых.
Каменная церковь в селе построена в 1803 году на средства прихожан с двумя престолами: Рождества Христова и ев. ап. Иоанна Богослова. Храм каменный, одноглавый, с ярусной колокольней. В 1950-х переоборудован под склад зерна.  В селе также была усадьба Майкова.
В конце XIX — начале XX века село входило в состав Шопшинской волости Ярославского уезда Ярославской губернии.
С 1929 года село входило в состав Шопшинского сельсовета Гаврилов-Ямского района, с 2005 года — в составе Шопшинского сельского поселения.
В середине 20 века в селе находились колхозная контора, медпункт, библиотека, магазин.

## Население
| 1859 | 2007 | 2010 |
| ---- | ---- | ---- |
| 167  | ↘11  | ↗20  |

### Национальный состав
Согласно результатам переписи 2002 года, в национальной структуре населения русские составляли 100 % из 18 чел.

## Достопримечательности
В селе расположена недействующая Церковь Рождества Христова (1803).